# Raymondson Azemard
Raymondson Azemard (* 18. August 1992 in Cockburn Town) ist ein Fußballtorhüter aus den Turks- und Caicosinseln.

## Karriere

### Verein
Der einzige bekannte Verein des Torhüters ist PWC Athletic aus der heimischen Provo Premier League.

### Nationalmannschaft
Azemard gab sein Debüt für die A-Nationalmannschaft der Turks- und Caicosinseln am 2. Juli 2011 bei einer 0:4-Niederlage gegen die Bahamas. Die einzige Partie, bei der Azemard kein Gegentor kassieren musste, ist ein 2:0-Sieg gegen die Britischen Jungferninseln im Zuge der Qualifikation zur Karibikmeisterschaft 2014.